# راج ريدي
راج ريدي (بالإنجليزية: Raj Reddy)‏ ولد في 13 يونيو 1937 عالم حاسوب هندي أمريكي، اشتهر في مجال علم الحاسوب بمساهماته في ذكاء اصطناعي، فاز بجائزة تورنغ في عام 1994.

## وصلات خارجية
- Raj (Dabbala Rajagopal) Reddy في شجرة علماء الرياضيات